# Perle Morroni

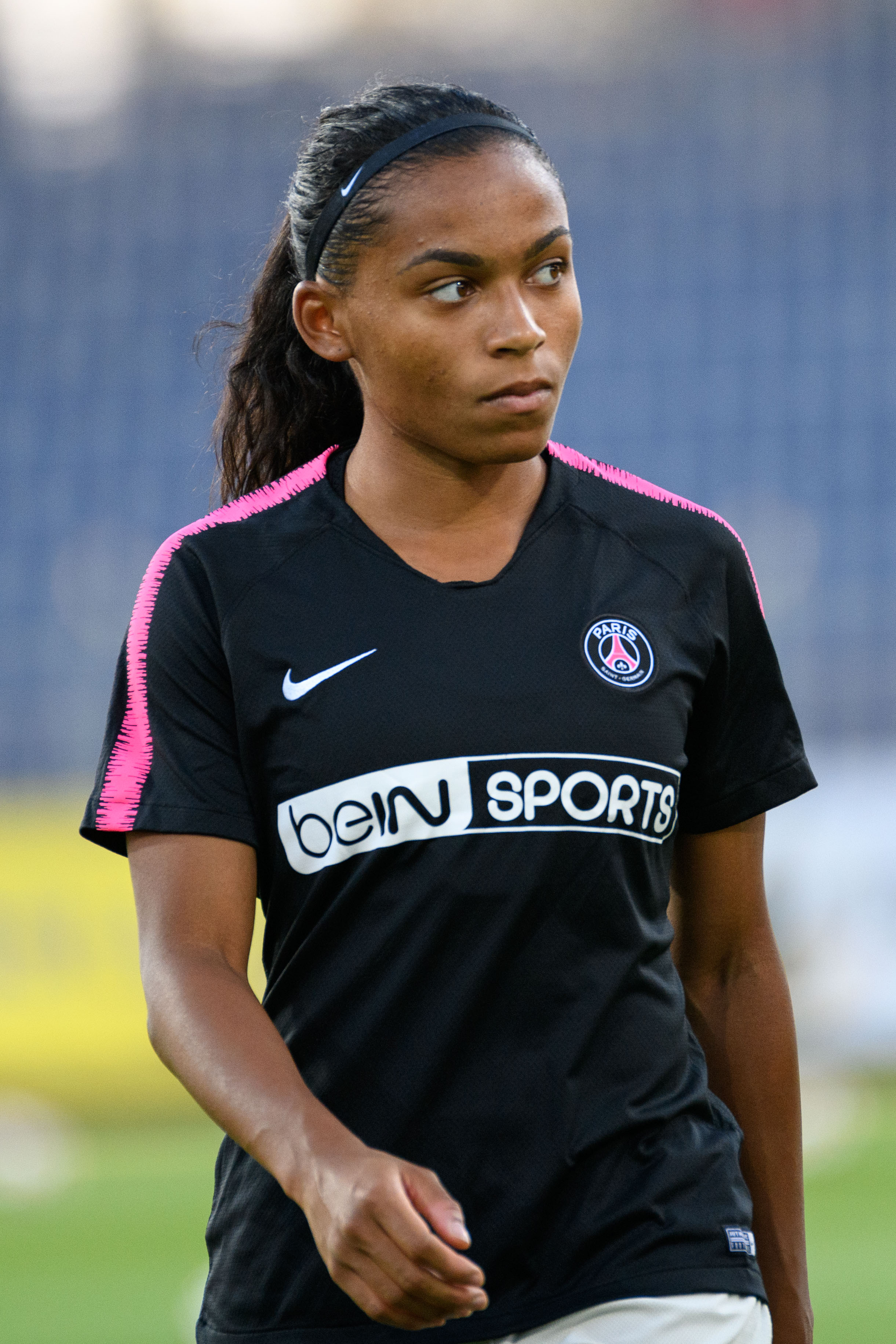
Perle Morroni (2018)

Perle Morroni (* 15. Oktober 1997 in Montpellier) ist eine französische Fußballspielerin. Im Verein spielt sie für Olympique Lyon, und sie ist auch französische Nationalspielerin.

## Vereinskarriere
Perle Morroni trat schon als Kind der Frauenfußballabteilung des Montpellier HSC bei. Ab 2007 spielte sie für zwei Jahre für die Association Sportive im benachbarten Lattes und kehrte anschließend zum MHSC zurück. Sie war noch keine 15 Jahre alt, als sie 2012 Aufnahme im Jugendleistungszentrum des Paris Saint-Germain FC fand. Dort wurde sie schnell zur Jugendnationalspielerin (siehe weiter unten), und kurz nach ihrem 17. Geburtstag debütierte sie bei einem Punktspiel gegen AF Rodez, in dem sie für Kenza Dali eingewechselt wurde, dann auch in PSGs Erstliga-Frauschaft. In derselben Saison 2014/15 kam Morroni später zu zwei weiteren Einsätzen, in denen Trainer Farid Benstiti sie sogar über die volle Spieldauer auf dem Platz ließ. In der folgenden Saison bestritt sie sieben Ligaspiele, schoss dabei zwei Tore und vertrat die Farben des Hauptstadtclubs außerdem in vier Europapokalpartien, darunter die beiden Halbfinalbegegnungen gegen Olympique Lyon. Gleichzeitig war sie noch für PSGs A-Jugend-Team aktiv.
Ein Jahr später stand sie sogar im Champions-League-Finale, in dem Benstiti-Nachfolger Patrice Lair sie vor der anstehenden Verlängerung für Ève Périsset einwechselte. Im anschließend erforderlichen Elfmeterschießen behielten allerdings einmal mehr die Gegnerinnen aus Lyon die Oberhand.
2017/18 schloss sich ein Jahr der Rückschläge für Morroni an. Bei PSG kam sie auch aufgrund einer Verletzung während der Hinrunde nur zu einem einzigen Pflichtspieleinsatz, woraufhin der Verein sie in der winterlichen Transferzeit für sechs Monate an den FC Barcelona auslieh. Zwar wurde sie mit den Katalanen spanischer Vizemeister, aber auch dort brachte sie es nicht zur Stammspielerin, sondern fand lediglich fünfmal Berücksichtigung in der Ligaelf. Dies änderte sich erst nach ihrer Rückkehr nach Paris. wo sie mehr Leistungskonstanz entwickelte, so dass der neue PSG-Trainer Olivier Echouafni seither kaum noch auf Morronis Mitwirkung verzichtet. Ihre Stärke liegt in der Vielseitigkeit, mit der die nur 1,57 m große Feldspielerin einsetzbar ist: sie ist nahezu eine Allrounderin, was sie sowohl im Angriff, im Mittelfeld als auch in der Abwehr – und dort zuletzt vor allem auf der linken Außenbahn – schon bewiesen hat.
Direkt nach dem Gewinn ihres ersten französischen Meistertitels mit PSG nahm sie ein Angebot von Olympique Lyon an.

### Stationen
- Montpellier HSC (2006/07)
- AS Lattes (2007–2009)
- Montpellier HSC (2009–2012)
- Paris Saint-Germain FC (2012–Dezember 2017)
- FC Barcelona (Januar–Juni 2018, auf Leihbasis)
- Paris Saint-Germain FC (2018–2021)
- Olympique Lyon (seit 2021)

## Nationalspielerin

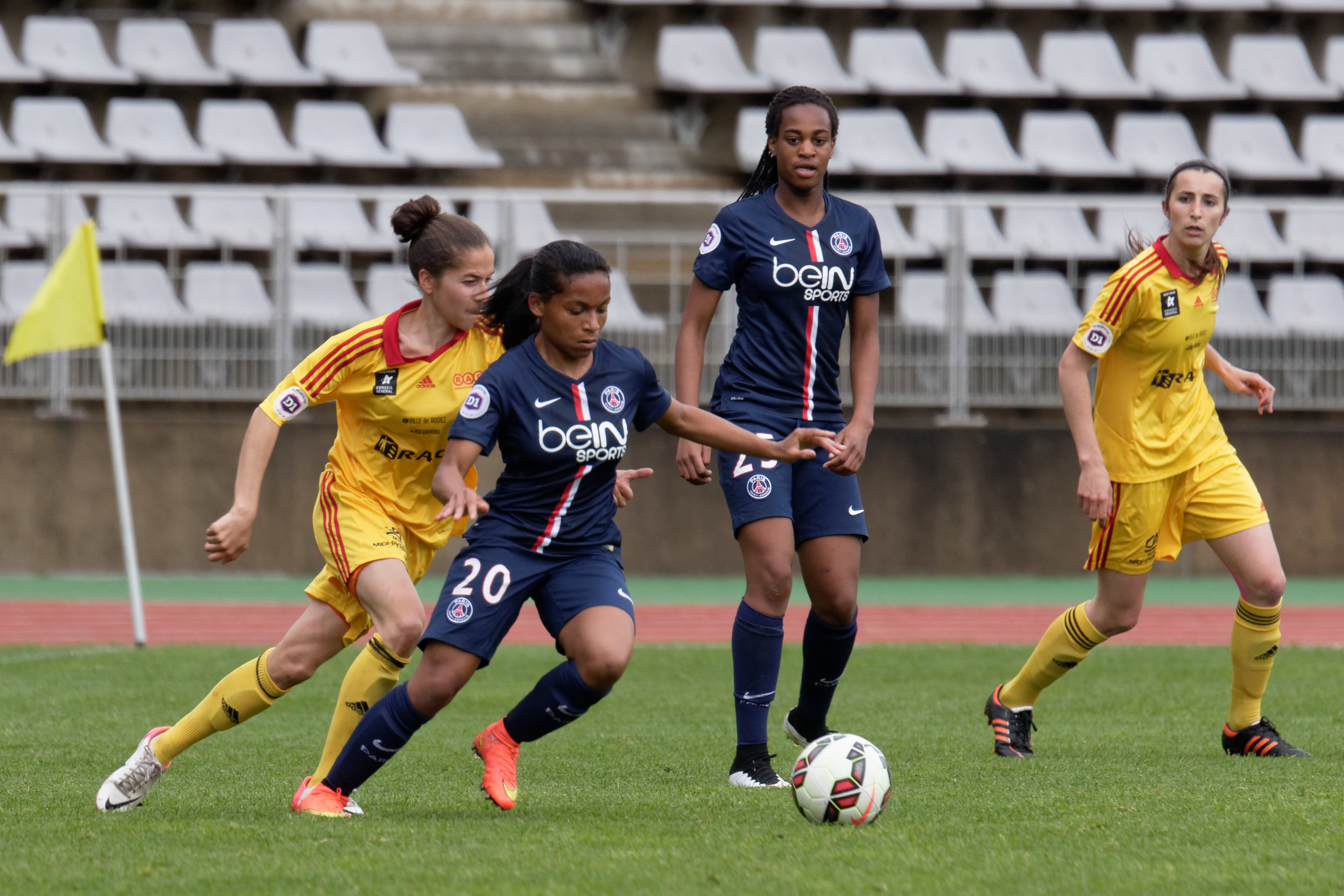
Perle Morroni (vorne, 2015)

Perle Morroni durchlief im Jugendbereich sämtliche französischen Jahrgangsauswahlteams. In der B-Jugend (U-16/U-17) kam sie 2013 zu elf Einsätzen (ein eigener Treffer), in der A-Jugend (U-19) brachte sie es auf zehn Einsätze und schoss darin zwei Tore. Dort nahm sie mit den Bleuettes (den „kleinen Blauen“), zu denen auch Estelle und Delphine Cascarino, Clara Matéo sowie ihre beiden PSG-Vereinskameradinnen Onema Grace Geyoro und Marie-Antoinette Katoto zählten, an der U-19-Europameisterschaft 2016 teil, wurde als Angreiferin in allen fünf Spielen eingesetzt und gewann in der Slowakei den Kontinentaltitel. Zur ebenfalls 2016 ausgetragenen U-20-Weltmeisterschaft in Papua-Neuguinea nahm Trainer Gilles Eyquem Morroni dann allerdings nicht mit.
Bereits im Juni 2016 hatte der damalige französische Cheftrainer Philippe Bergeroo Morroni zu einem Lehrgang der A-Nationalmannschaft eingeladen, ohne sie dann einzusetzen. Eine weitere Einladung in diesen Kreis im Herbst 2017 musste sie verletzungsbedingt absagen. Stattdessen bestritt sie in dieser Zeit ein Spiel mit Frankreichs U-20 (2016) sowie von 2017 bis 2019 bisher 16 Spiele mit der U-23 (auch als France B bezeichnet); darunter waren zwei Partien beim Istrien-Cup 2017 und drei beim Turkish Women’s Cup 2019, den die Französinnen gewannen.
Es dauerte dann bis zum März 2020, dass sie ihr Debüt bei den Bleues geben durfte, als Trainerin Corinne Diacre Perle Morroni beim Tournoi de France im Spiel gegen Brasilien einwechselte und sie drei Tage später im „coronabedingten Geisterspiel“ gegen die Niederlande sogar in der Startformation berücksichtigte. Derzeit hat sie elf A-Länderspiele für Frankreich bestritten und darin zwei Tore erzielt. (Stand: 30. November 2021)

## Palmarès
- U-19-Europameisterin 2016
- Französische Meisterin: 2021, 2022 (und Vizemeisterin 2015, 2016, 2019, 2020)
- Spanische Vizemeisterin: 2018
- Champions-League-Siegerin: 2022 (und Finalistin 2017)
- Gewinn des Turkish Women’s Cup 2019 (mit der U-23)